# وضع الحفاظ في الينابيع اللاذعة
وضع الحفاظ في الينابيع اللاذعة يشير إلى الحفاظ على الكائنات الحية الدقيقة في السيليكا، في المياه الضحلة في عصر ما قبل الكمبري.

## عمليات التحجر
يتم وضع السيليكا حول الكائنات بصورة سريعة للغاية، قبل انهيار خلاياها؛ وتتميز السيليكا القوية بقدرتها على تحمل الضغوط الكبيرة والمحافظة على التفاصيل ثلاثية الأبعاد حتى بعد التحول. وتتصرف الحصائر الميكروبية، مع اضمحلالها، كأنها نواة لتساقط السيليكا.

## الحدوث
يوجد وضع الحفظ في عصر ما قبل الكمبري فقط، ويقتصر وجوده على المياه الضحلة أو مياه المد والجزر.
وبعد هذه المرحلة، تستخرج الكائنات الحية، مثل الإسفنج، السيليكا من المحيطات لإجراء الاختبارات (الهياكل العظمية)، ونتيجة لذلك لم يعد سطح المحيطات مفرط التشبع فيما يتعلق بالسيليكا عندما يعمل التبخر على تكثيف المعادن.

## المعوقات
بسبب الحصائر الميكروبية والمياه الضحلة، كانت البحار مفرطة التشبع ضرورية لتشكيل هذا النوع من الترسبات، وقد لا تبقى الكائنات الحية حقيقية النواة الأكبر على قيد الحياة في المناطق التي تتشكل فيها هذه الترسبات؛ ولذا يقتصر السجل بشكل أساسي على البكتيريا.